# 巴希萊峰
巴希萊峰是中部非洲西部國家赤道畿內亞的火山，位於比奧科島上，毗鄰首都馬拉博，海拔高度3,011米，是該島的最高點，最近一次火山爆發發生在1923年。

## 外部連結
- Bioko Biodiversity Protection Program

3°35′00″N 8°46′00″E / 3.5833°N 8.7667°E